# 박문규 (1906년)
박문규(朴文奎 1906년 ~ ?)은 조선민주주의인민공화국의 농업경제학자, 사회학자, 정치가이다. 경상북도 경산군(慶山郡) 출신.

## 생애

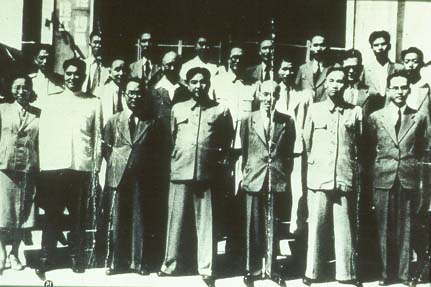
1948년 9월. 조선민주주의인민공화국 초대 내각 사진의 박문규(농림상, 제3열 오른쪽에서 첫 번째)

1925년 대구고등보통학교를 졸업하고, 경성제국대학 예과에 진항하였다. 경성제대 예과를 거쳐 동 대학 법문학부에 진학, 1929년 졸업하였다. 1931년 모교인 경성제국대학의 조교로 있으면서 성대반제운동사건(城大反帝運動事件)에 연루되어 일본 경찰에 체포되었다가 풀려났다. 그 뒤 1944년 여운형(呂運亨) 지도하에 건국동맹이 결성되자, 가입하여 건국동맹 맹원으로 활동했다.
1945년 8․15광복 후에는 조선건국준비위원회 기획부장에 선임되었고, 9월 건국준비위원회가 조선인민공화국 내각으로 개편되자 조선인민공화국 내각의 중앙위원이 되었다. 1946년 2월 민주주의민족전선의 선전부장에 피선되었다. 1946년 말 남조선로동당이 창당되자 1948년 8월 월북하기 직전까지 남로당 중앙위원으로 있었다. 미군정의 탄압을 피해 허헌 등과 월북하였다.
조선민주주의인민공화국 정부수립 시, 농림상에 발탁되었다.(1948년 9월 9일) 이후 1957년 9월 20일 국가검열상, 1959년 지방행정상, 1962년 내무상, 1970년 노동당 중앙위원 등을 지냈다.

## 같이 보기
- 건국동맹
- 건국준비위원회
- 여운형
- 조선인민공화국